# Concistori di papa Urbano VIII

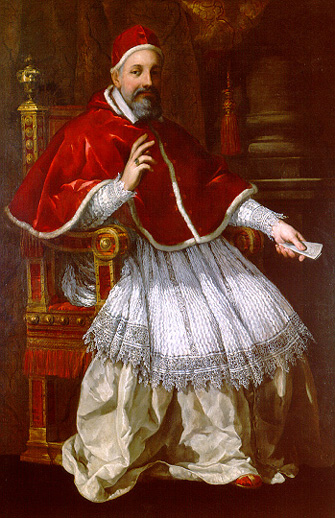
Papa Urbano VIII

Questa voce raccoglie l'elenco completo dei concistori per la creazione di nuovi cardinali presieduti da papa Urbano VIII, con l'indicazione di tutti i cardinali creati. Durante il suo pontificato, Urbano VIII ha creato 74 nuovi cardinali in 8 distinti concistori. I nomi sono posti in ordine di creazione.

## 2 ottobre 1623 (I)
Creato un cardinale:
- 1. Francesco Barberini, senior, nipote di Sua Santità, governatore di Fermo; creato cardinale diacono di Sant'Onofrio (pro illa vice) (+10 dicembre 1679)

## 7 ottobre 1624 (II)
Creati 3 cardinali:
- 2. Antonio Barberini, senior, O.F.M.Cap., fratello di Sua Santità; creato cardinale presbitero di Sant'Onofrio (+11 settembre 1646)
- 3. Lorenzo Magalotti, cognato di Sua Santità, Segretario di Stato; creato cardinale diacono di Santa Maria in Aquiro (+19 settembre 1637)
- 4. Pietro Maria Borghese, parente di papa Paolo V; creato cardinale diacono di San Giorgio in Velabro (+15 giugno 1642)

## 19 gennaio 1626 (III)
Creati 15 cardinali:
- 5. Luigi Caetani, patriarca titolare di Antiochia dei Latini, arcivescovo di Capua; creato cardinale presbitero di Santa Pudenziana (+15 aprile 1642)
- 6. Denis Simon de Marquemont, arcivescovo di Lione; creato cardinale presbitero della Santissima Trinità al Monte Pincio (+16 settembre 1626)
- 7. Ernest Adalbert von Harrach, arcivescovo di Praga; creato cardinale presbitero di Santa Maria degli Angeli (titolo ricevuto nel giugno 1632)  (+25 ottobre 1667)
- 8. Bernardino Spada, arcivescovo titolare di Damietta, nunzio apostolico in Francia; cardinale presbitero di Santo Stefano al Monte Celio (titolo ricevuto nell'agosto 1627) (+10 novembre 1661)
- 9. Laudivio Zacchia, vescovo di Montefiascone e Corneto, maestro del Sacro Palazzo Apostolico; creato cardinale presbitero di San Sisto (+30 agosto 1637)
- 10. Berlingerio Gessi, vescovo emerito di Rimini, governatore del Ducato di Urbino; creato cardinale presbitero di Sant'Agostino (+6 aprile 1639)
- 11. Federico Baldissera Bartolomeo Cornaro, vescovo di Bergamo; creato cardinale presbitero di Santa Maria in Traspontina (+5 giugno 1653)
- 12. Giulio Cesare Sacchetti, vescovo di Gravina, nunzio apostolico in Spagna; creato cardinale presbitero di Santa Susanna (+28 giugno 1663)
- 13. Giandomenico Spinola, uditore generale della Camera Apostolica, amministratore diocesano di Messina; creato cardinale presbitero di San Clemente (+11 agosto 1646)
- 14. Giacomo Cavalieri, datario apostolico, uditore della Sacra Rota Romana; creato cardinale presbitero di Sant'Eusebio (+28 gennaio 1629)
- 15. Lelio Biscia, decano della Camera Apostolica; creato cardinale diacono dei Santi Vito e Modesto (+19 novembre 1638)
- 16. Enrique Guzmàn de Haros, canonico capitolare delle Cattedrali di Siviglia e Toledo; creato cardinale presbitero (+21 giugno 1626, senza essersi mai recato a Roma per ricevere il titolo)
- 17. Nicolas François de Lorraine-Vaudémont, amministratore diocesano di Toul; creato cardinale diacono (riservato in pectore, pubblicato nell'agosto 1627, senza ricevere la diaconia); rinuncia al cardinalato nel marzo 1634 per motivi matrimoniali (ratifica papale nello stesso mese) (+27 gennaio 1670)
- 18. Girolamo Vidoni, tesoriere generale della Camera Apostolica; cardinale diacono (riservato in pectore, pubblicato nell'agosto 1627 con la diaconia dei Santi Quattro Coronati) (+30 ottobre 1632)
- 19. Marzio Ginetti, segretario della S.C. della Consulta; creato cardinale diacono (riservato in pectore, pubblicato nell'agosto 1627 con la diaconia di Santa Maria Nuova) (+1º marzo 1671)

## 30 agosto 1627 (IV)
Creati 8 cardinali:
- 20. Fabrizio Verospi, governatore di Perugia e dell'Umbria; creato cardinale presbitero di San Lorenzo in Panisperna (+27 gennaio 1639)
- 21. Gil Carrillo de Albornoz, arcidiacono capitolare della Cattedrale di Burgos; creato cardinale presbitero di Santa Maria in Via (titolo ricevuto nell'agosto 1630) (+19 dicembre 1649)
- 22. Pierre de Bérulle, C.Orat., superiore generale della sua Congregazione in Francia; creato cardinale presbitero (+ 2 ottobre 1629, senza essersi recato a Roma per ricevere il titolo)
- 23. Alessandro Cesarini, junior, referendario dei Tribunali della Segnatura Apostolica di Giustizia e di Grazia; creato cardinale diacono di Santa Maria in Domnica (+25 gennaio 1644)
- 24. Antonio Barberini, junior, O.S.Io.Hieros., nipote di Sua Santità, priore a Roma del suo Ordine; creato cardinale diacono (riservato in pectore e pubblicato nel febbraio 1628 con la diaconia di Santa Maria in Aquiro) (in +3 agosto 1671)
- 25. Girolamo Colonna, creato cardinale diacono (riservato in pectore e pubblicato nel febbraio 1628 con la diaconia di Sant'Agnese in Agone) (+4 settembre 1666)
- 26. Giambattista Pamphilj, patriarca titolare di Antiochia dei Latini, uditore della Sacra Rota Romana, nunzio apostolico in Spagna; creato cardinale presbitero (riservato in pectore e pubblicato nel novembre 1629 con il titolo di Sant'Eusebio); poi eletto papa con il nome di Innocenzo X il 5 settembre 1644 (+7 gennaio 1655)
- 27. Gianfrancesco Guidi di Bagno, arcivescovo titolare di Patrasso, vescovo di Cervia, nunzio apostolico in Francia; creato cardinale presbitero (riservato in pectore, pubblicato nel novembre 1629, con il titolo di Sant'Alessio ricevuto nel maggio 1631 ) (+24 luglio 1641)

## 19 novembre 1629 (V)
Creati 11 cardinali:
- 28. Péter Pázmány, S.I., arcivescovo di Strigonio; creato cardinale presbitero di San Girolamo degli Schiavoni (titolo ricevuto nel maggio 1632) (+19 marzo 1637)
- 29. Antonio Santacroce, arcivescovo titolare di Seleucia di Isauria, nunzio apostolico in Polonia; cardinale presbitero dei Santi Nereo e Achilleo (titolo ricevuto nell'agosto 1630) (+25 novembre 1641)
- 30. Alphonse-Louis du Plessis de Richelieu, O.Cart., arcivescovo di Lione; creato cardinale presbitero della Santissima Trinità al Monte Pincio (titolo ricevuto nel giugno 1635) (+24 marzo 1653)
- 31. Giovanni Battista Maria Pallotta, arcivescovo di Tessalonica, nunzio apostolico in Austria; cardinale presbitero di San Silvestro in Capite (titolo ricevuto nel maggio 1631) (+22 gennaio 1668)
- 32. Gregorio Naro, uditore della Camera Apostolica; creato cardinale presbitero dei Santi Quirico e Giulitta (+7 agosto 1634)
- 33. Luca Antonio Virili, uditore della Sacra Rota Romana; creato cardinale presbitero di San Salvatore in Lauro (+4 giugno 1634)
- 34. Giangiacomo Teodoro Trivulzio, protonotario apostolico, chierico della Camera Apostolica; creato cardinale diacono di San Cesareo in Palatio (+3 agosto 1656)
- 35. Diego Guzmán de Haros, arcivescovo di Siviglia; creato cardinale presbitero (riservato in pectore e pubblicato nel luglio 1630) (+21 gennaio 1631, senza aver ricevuto il titolo)
- 36. Jan Olbracht Waza, S.I., vescovo di Cracovia; cardinale diacono (riservato in pectore e pubblicato nel dicembre 1632, con la diaconia di Santa Maria in Aquiro) (+29 dicembre 1634)
- 37. Ciriaco Rocci, arcivescovo titolare di Patrasso, nunzio apostolico in Svizzera; creato cardinale presbitero (riservato in pectore, pubblicato nel novembre 1633, col titolo di San Salvatore in Lauro ricevuto nell'agosto 1635) (+25 settembre 1651)
- 38. Cesare Monti, patriarca titolare di Antiochia dei Latini, nunzio apostolico in Spagna; creato cardinale presbitero (riservato in pectore, pubblicato nel novembre 1633, col titolo di Santa Maria in Traspontina ricevuto nell'agosto 1634) (+16 agosto 1650)

## 28 novembre 1633 (VI)
Creati 7 cardinali:
- 39. Francesco Maria Brancaccio, vescovo di Capaccio; creato cardinale presbitero dei Santi XII Apostoli (+9 gennaio 1675)
- 40. Alessandro Bichi, vescovo di Carpentras, nunzio apostolico in Francia; creato cardinale presbitero di Santa Sabina (titolo ricevuto nel dicembre 1637) (+25 maggio 1657)
- 41. Ulderico Carpegna, vescovo di Gubbio; creato cardinale presbitero di Sant'Anastasia (+24 gennaio 1679)
- 42. Stefano Durazzo, tesoriere generale della Camera Apostolica; creato cardinale presbitero di San Lorenzo in Panisperna (+11 luglio 1667)
- 43. Agostino Oreggi, elemosiniere apostolico, canonico della Basilica Vaticana; creato cardinale presbitero di San Sisto (+ 12 luglio 1635)
- 44. Benedetto Ubaldi, uditore della Sacra Rota Romana; creato cardinale diacono dei Santi Vito, Modesto e Crescenzia (+18 gennaio 1644)
- 45. Marcantonio Franciotti, uditore della Camera Apostolica; creato cardinale presbitero (riservato in pectore, pubblicato nel marzo 1637, col titolo di San Clemente) (+ 8 febbraio 1666)

Il vescovo Lorenzo Azzolini di Narni, segretario della S.C. della Consulta, stava per essere creato cardinale, ma morì pochi giorni prima che si svolgesse il concistoro del 28 novembre 1633.
Analogamente, Luigi XIII, re di Francia, chiese più volte al Pontefice di acconsentire alla creazione cardinalizia di François de Leclerc du Tremblay, O.F.M.Cap., ma senza successo.

## 16 dicembre 1641 (VII)
Creati 12 cardinali:
- 46. Francesco Maria Macchiavelli, patriarca di Costantinopoli dei Latini, vescovo di Ferrara; cardinale presbitero dei Santi Giovanni e Paolo (titolo ricevuto nel maggio 1642) (+22 novembre 1653)
- 47. Ascanio Filomarino, arcivescovo di Napoli; creato cardinale presbitero di Santa Maria in Ara Coeli (titolo ricevuto nel febbraio 1642)  (+3 novembre 1666)
- 48. Marcantonio Bragadin, vescovo di Vicenza; creato cardinale presbitero dei Santi Nereo e Achilleo (titolo ricevuto nel maggio 1642)  (+28 marzo 1658)
- 49. Ottaviano Raggi, uditore della Camera Apostolica; creato cardinale presbitero di Sant'Agostino (titolo ricevuto nel febbraio 1642)  (+31 dicembre 1643)
- 50. Pierdonato Cesi, juniore, tesoriere generale della Camera Apostolica; creato cardinale presbitero di San Marcello (titolo ricevuto nel febbraio 1642)  (+30 gennaio 1656)
- 51. Girolamo Verospi, uditore della Sacra Rota Romana; creato cardinale presbitero di Sant'Agnese in Agone (titolo ricevuto nel febbraio 1642)  (+5 gennaio 1652)
- 52. Vincenzo (Gaspare) Maculani, O.P., maestro del Sacro Palazzo Apostolico; creato cardinale presbitero di San Clemente (titolo ricevuto nel febbraio 1642)  (+16 febbraio 1667)
- 53. Francesco Peretti di Montalto, pronipote di papa Sisto V, creato cardinale presbitero di San Girolamo degli Schiavoni (titolo ricevuto nel febbraio 1642) (+3 maggio 1653)
- 54. Giulio Gabrielli, chierico della Camera Apostolica; creato cardinale diacono di Santa Maria Nuova (diaconia ricevuta nel febbraio 1642) (+31 agosto 1677)
- 55. Giulio Mazzarino, canonico della Basilica Vaticana, referendario dei Tribunali della Segnatura Apostolica; creato cardinale diacono (+9 marzo 1661, senza aver mai ricevuto la diaconia)
- 56. Virginio Orsini, O.S.Io.Hieros., creato cardinale diacono di Santa Maria in Portico Octaviae (diaconia ricevuta nel febbraio 1642) (+21 agosto 1676)
- 57. Rinaldo d'Este, creato cardinale diacono di Santa Maria Nuova (diaconia ricevuta nel novembre 1644) (+30 settembre 1672)

## 13 luglio 1643 (VIII)
Creati 17 cardinali:
- 58. Giovanni Giacomo Panciroli, patriarca titolare di Costantinopoli dei Latini; creato cardinale presbitero di Santo Stefano al Monte Celio (titolo ricevuto nel novembre 1644) (+3 settembre 1651)
- 59. Fausto Poli, arcivescovo titolare di Amasea, prefetto della Casa Pontificia; creato cardinale presbitero di San Crisogono ( +7 ottobre 1653)
- 60. Lelio Falconieri, arcivescovo titolare di Tebe, segretario della S.C. dei Vescovi e dei Regolari; creato cardinale presbitero di Santa Maria del Popolo (+14 dicembre 1648)
- 61. Gaspare Mattei, parente di papa Paolo V, arcivescovo titolare di Atene, nunzio apostolico in Austria; creato cardinale presbitero di San Pancrazio fuori le mura (+9 aprile 1650)
- 62. Cesare Facchinetti, pronipote di papa Innocenzo IX, arcivescovo titolare di Damietta, arcivescovo di Senigallia; creato cardinale presbitero dei Santi Quattro Coronati (+31 gennaio 1683)
- 63. Girolamo Grimaldi-Cavalleroni, arcivescovo titolare di Seleucia di Isauria, nunzio apostolico in Francia; cardinale presbitero di Sant'Eusebio (titolo ricevuto nell'ottobre 1644) (+4 novembre 1685)
- 64. Carlo Rossetti, arcivescovo titolare di Tarso, arcivescovo-vescovo di Faenza; creato cardinale diacono di San Cesareo in Palatio (diaconia ricevuta nel novembre 1644) (+23 novembre 1681)
- 65. Giovanni Battista Altieri, senior, fratello del futuro papa Clemente X, vescovo emerito di Camerino; creato cardinale presbitero di Santa Maria sopra Minerva (+26 novembre 1654)
- 66. Mario Theodoli, uditore della Camera Apostolica; creato cardinale presbitero di Sant'Alessio (+27 giugno 1650)
- 67. Francesco Angelo Rapaccioli, tesoriere generale della Camera Apostolica; creato cardinale presbitero di Santa Maria in Via (+15 maggio 1657)
- 68. Francesco Adriano Ceva, referendario dei Tribunali della Segnatura Apostolica; creato cardinale presbitero di Santa Prisca (+12 ottobre 1655)
- 69. Vincenzo Costaguti, chierico della Camera Apostolica; creato cardinale diacono di Santa Maria in Portico Octaviae (+6 dicembre 1660)
- 70. Giovanni Stefano Donghi, chierico della Camera Apostolica; creato cardinale diacono di San Giorgio in Velabro (+26 novembre 1669)
- 71. Paolo Emilio Rondinini, chierico della Camera Apostolica; creato cardinale diacono di Santa Maria in Aquiro (+16 settembre 1668)
- 72. Angelo Giori, prefetto della Casa Pontificia; creato cardinale presbitero dei Santi Quirico e Giulitta (+8 agosto 1662)
- 73. Juan de Lugo y de Quiroga, S.I.; cardinale presbitero (riservato in pectore, pubblicato nel dicembre 1643, col titolo di Santo Stefano al Monte Celio ricevuto nel maggio 1644) (20 agosto 1660)
- 74. Achille d'Estampes de Valençay, O.S.Io.Hieros, generale dell'esercito pontificio; cardinale diacono (riservato in pectore, pubblicato nel dicembre 1643, con la diaconia di Sant'Adriano al Foro ricevuta nel maggio 1644) (+27 giugno 1646)

## Fonti
- (EN) Salvador Miranda, Urban VIII, su fiu.edu – The Cardinals of the Holy Roman Church, Florida International University.